# Günther Domenig
Günther Domenig (Klagenfurt, 6 de julio de 1934 – Graz, 15 de junio de 2012) fue un importante arquitecto austriaco.

## Vida
Domenig estudió Arquitectura en Graz entre 1953 y 1959. Tras acabar los estudios, Graz se convirtió en su principal centro de influencia, dando clases en la Universidad Técnica de Graz y realizando numerosas construcciones en dicha ciudad.
Desde 1963 y hasta 1973, trabajó conjuntamente con Eilfried Huth. Con posterioridad trabajó por su cuenta, exceptuando algunas colaboraciones con Hermann Eisenköck.
Su estilo se encuentra establecido en la postmodernidad. Algunos de sus trabajos dan la impresión de ser obras completas de arte, como por ejemplo su Opus mágnum, das Steinhaus en Steindorf.

## Algunas obras
- Oficina de Favoritenstraße de la Zentralsparkasse (Viena, 1979)
- Steinhaus (Steindorf, 1980)
- Boutique "Rikki Reiner" (Klagenfurt, 1983)
- Z-Bank, Oficinas centrales (Viena, 1986)
- Pasarela Mursteg sobre el río Mur en Graz (1991)
- Hospital Landeskrankenhaus Bruck an der Mur
- RESOWI-Zentrum de la Universidad de Graz (1993/1996)
- Ampliación del museo de Leoben para la exposición sobre Estiria de 1997 (1995)
- Escenario y vestidos para las óperas Elektra (1995) y Moses und Aarón (1998) en la Ópera de Graz
- Academia de Bellas Artes de Münster(1998)
- Teatro Municipal de Klagenfurt (1998)
- Dokumentationszentrum Reichsparteitagsgelände (Núremberg, 1998)
- Hospital Landeskrankenhaus Graz West, Graz (1998/2000)
- Hotel Augarten, Graz (2002)
- T-Center, Viena (2004)

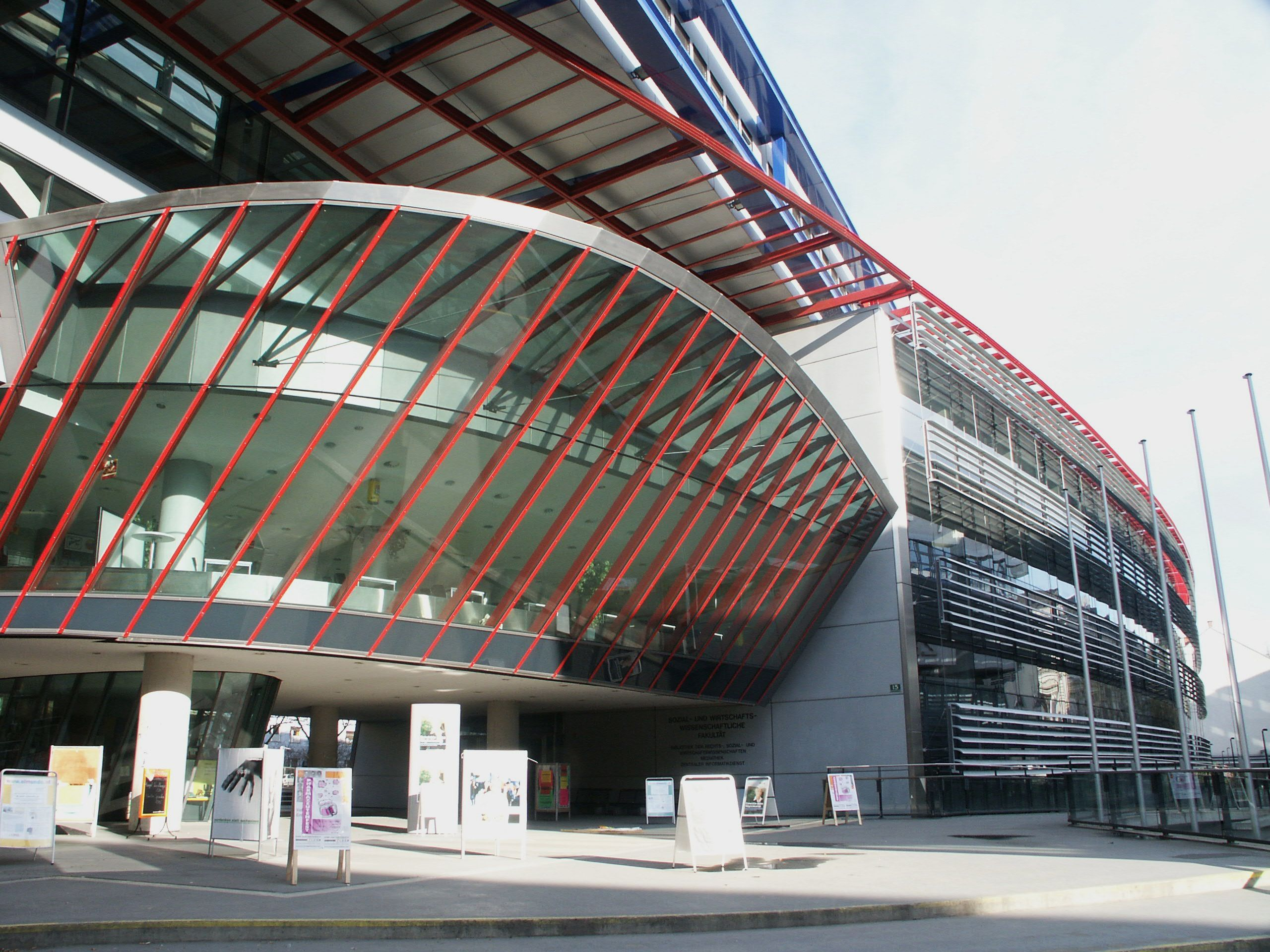
ReSoWi-Zentrum Graz – markanter mittlerer Eingangsbereich
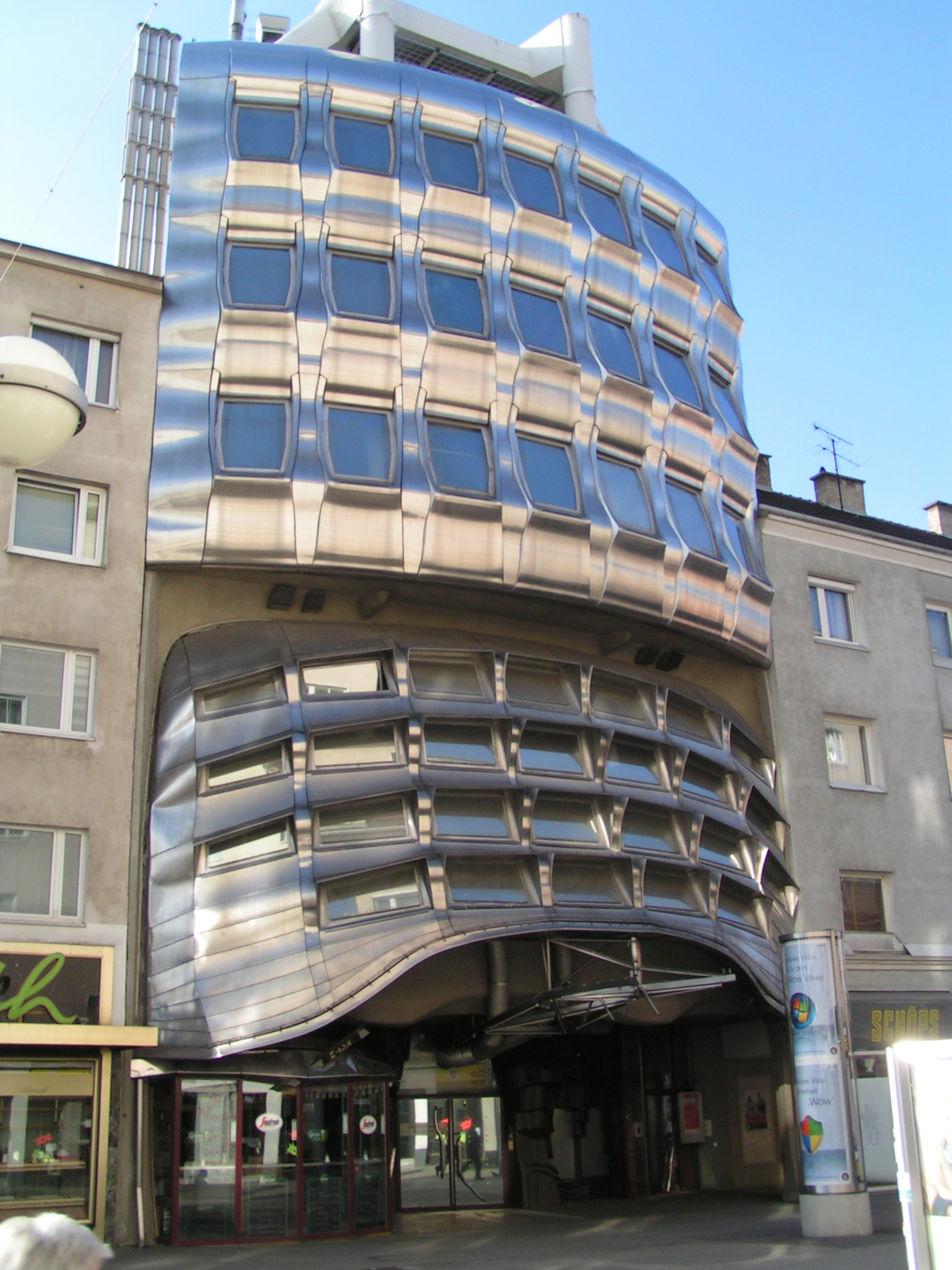
Oficina de Favoritenstraße de la Zentralsparkasse (Viena, 1979)
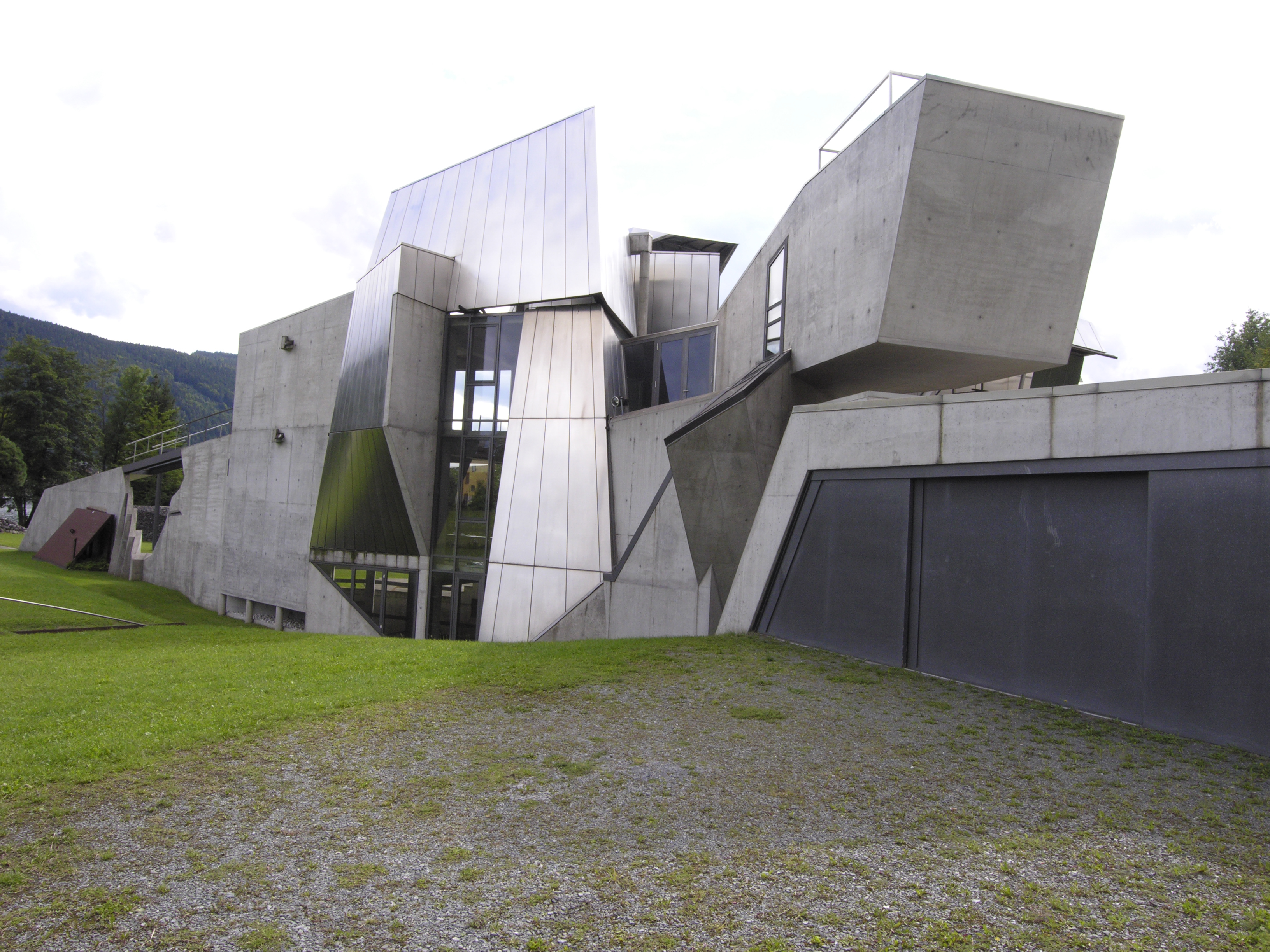
(Steindorf, 1980)
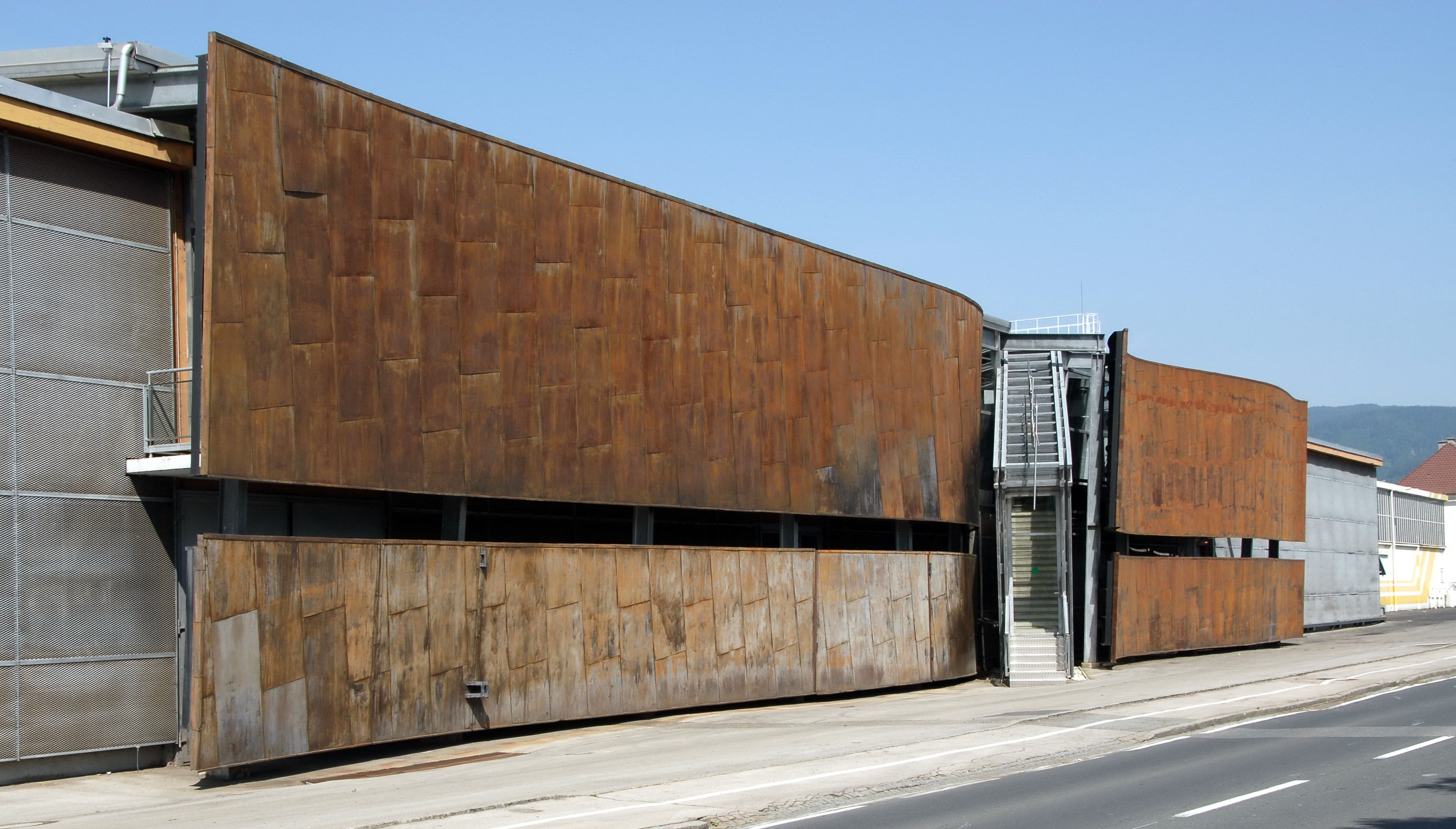
FunderMax Werk II (Umbau im Jahre 1987)
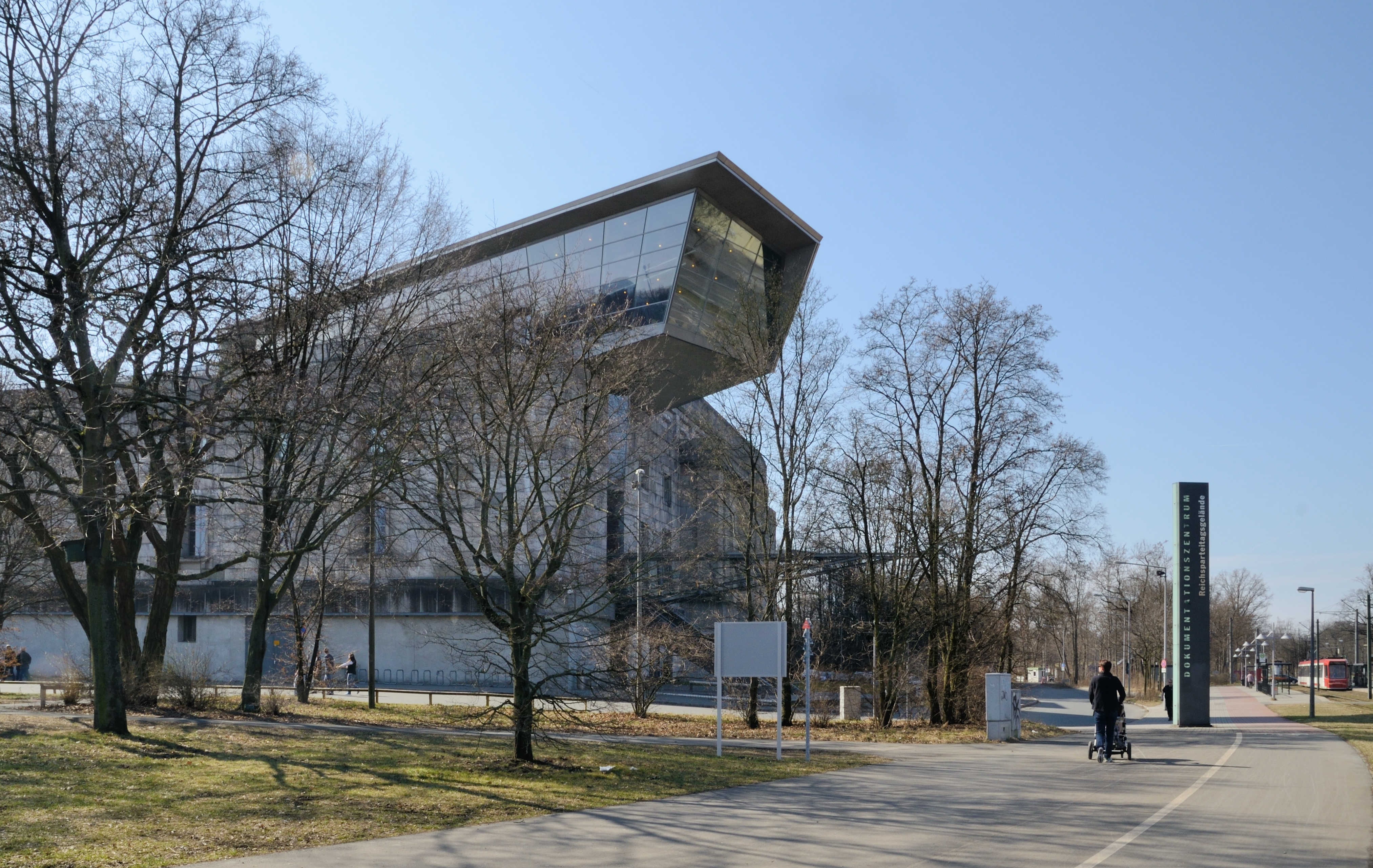
(Núremberg, 1998)
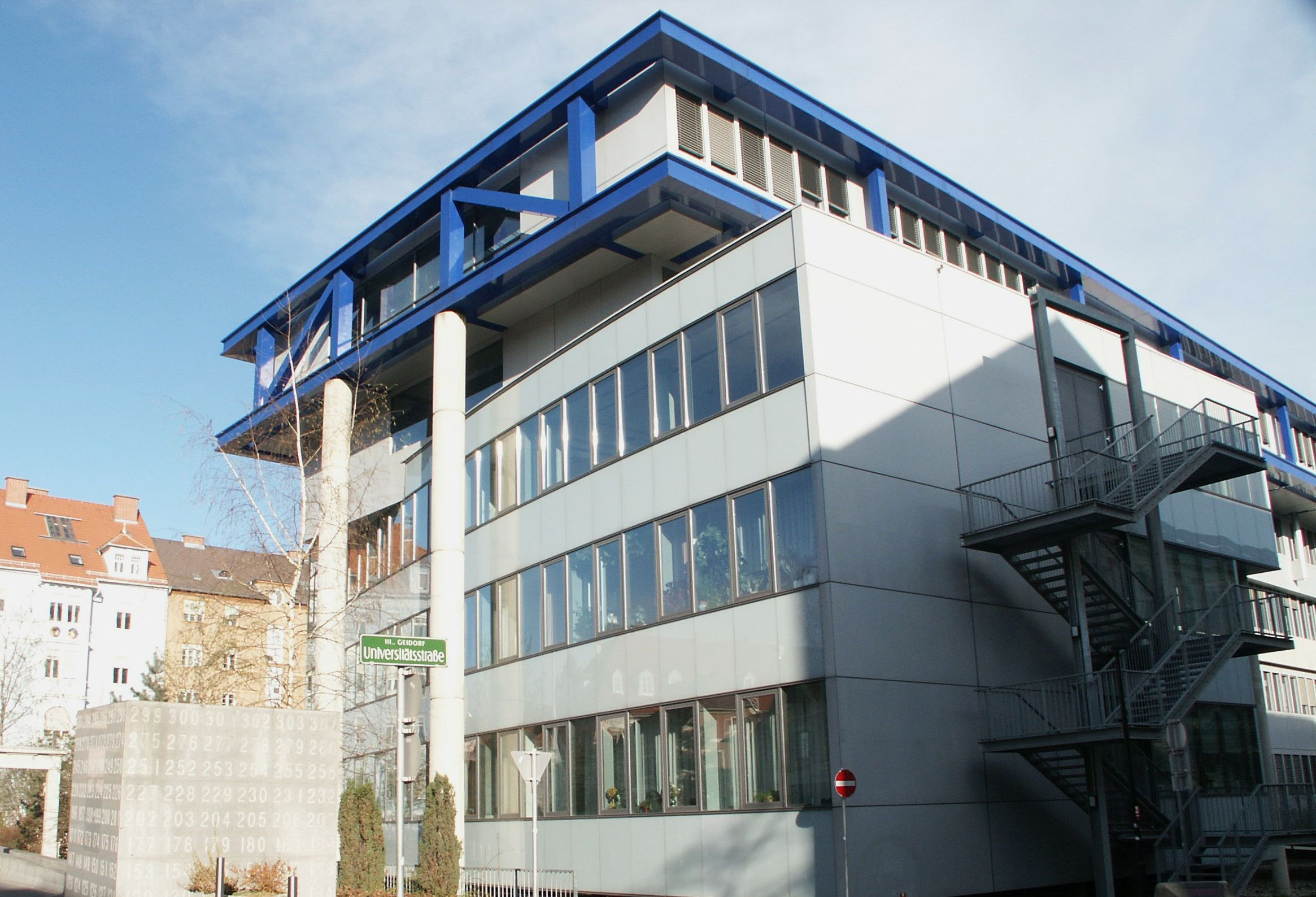
ReSoWi Center en la Universidad de Graz (1993/1996)
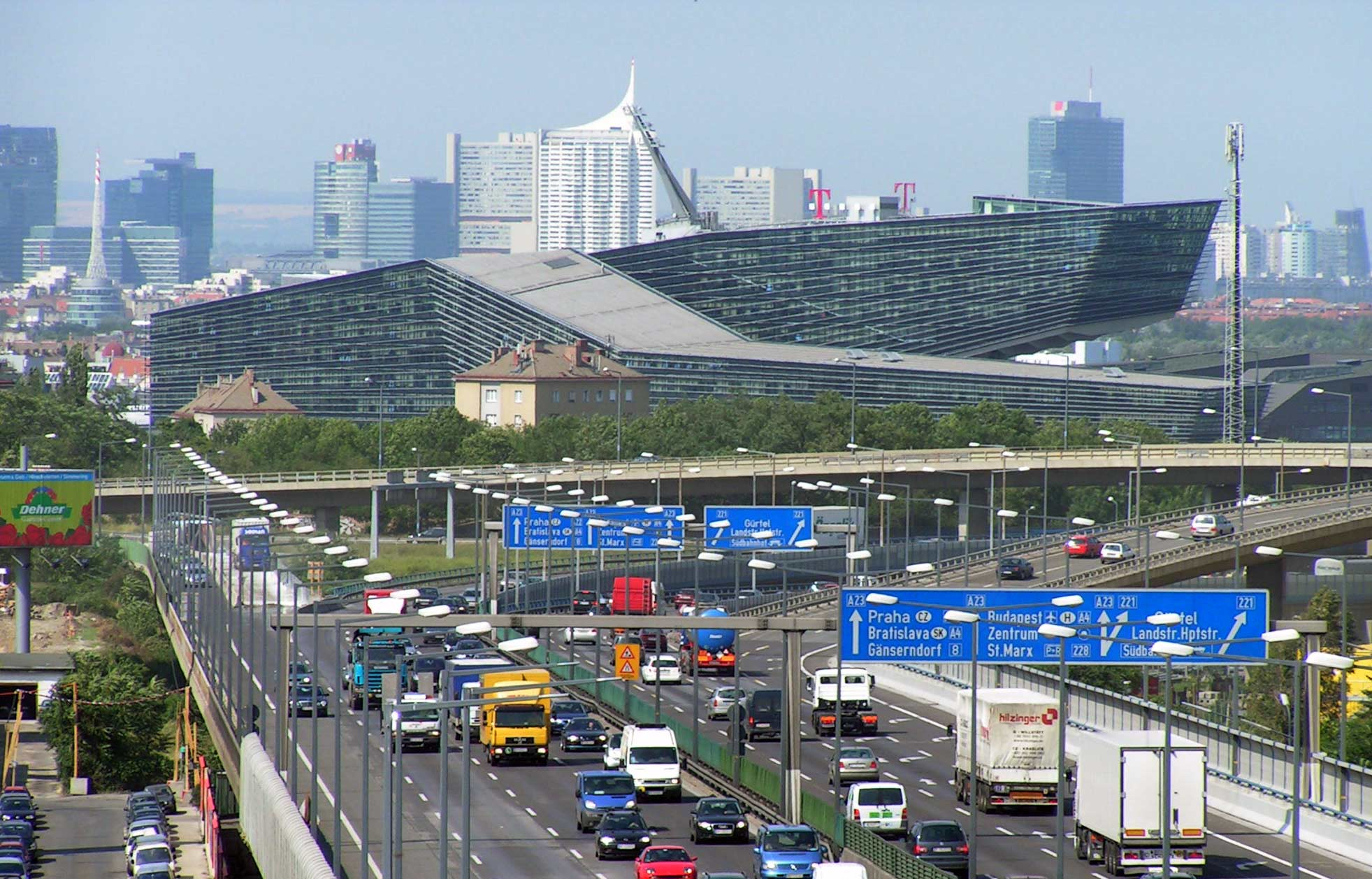
T-Center, Viena (2004)